# NGC 3214
NGC 3214 est une galaxie lenticulaire située dans la constellation de la Grande Ourse. Sa vitesse par rapport au fond diffus cosmologique est de 7 896 ± 11 km/s, ce qui correspond à une distance de Hubble de 116,5 ± 8,2 Mpc (∼380 millions d'al). NGC 3214 a été découverte par l'astronome britannique Ralph Copeland en 1874.
À ce jour, une mesure non basée sur le décalage vers le rouge (redshift) donne une distance d'environ 100,000 Mpc (∼326 millions d'al). Cette valeur est  légèrement à l'extérieur des valeurs de la distance de Hubble. Notons cependant que c'est avec la valeur moyenne des mesures indépendantes, lorsqu'elles existent, que la base de données NASA/IPAC calcule le diamètre d'une galaxie et qu'en conséquence le diamètre de NGC 3214 pourrait être d'environ 52,5 kpc (∼171 000 al) si on utilisait la distance de Hubble pour le calculer.